# Riley, Kansas
Riley är en ort i Riley County i Kansas. Vid 2010 års folkräkning hade Riley 939 invånare.